# أليسيو ستالينز
أليسيو ستالينز هو لاعب كرة قدم بلجيكي في مركز الوسط، ولد في 30 يوليو 1994 في بلجيكا. لعب مع سيركل بروج.

## وصلات خارجية
- أليسيو ستالينز على موقع قاعدة بيانات كرة القدم.إي يو (الإنجليزية)
- أليسيو ستالينز على موقع Soccerway.com (الإنجليزية)